# Judeo-georgiska
Judeo-gorgiska, ibland kallat grusiniska, är en georgisk dialekt som talas av den judiska befolkningen i Georgien.

## Relation till georgiska
Liksom andra judiska språk (till exempel ladino och spanska) är judeo-georgiska ömsesidigt begripligt med standardgeorgiska, förutom den del av ordförrådet som kommer från hebreiskan och arameiska. Därför är frågan om huruvida georgiska är ett separat språk eller en dialekt av georgiska en omdebatterad definitionsfråga.

## Utbredning
Judeo-georgiska talas av cirka 85 000 personer. Av dessa bor 20 000 talare i Georgien (uppskattning från år 1995) och omkring 59 800 talare i Israel (uppskattning från år 2000). Utöver dessa finns omkring 4 000 talare i New York City, samt ett okänt antal talare i spridda över mindre samhällen i Ryssland, Kanada, Belgien och övriga delar av USA.